# Brint
Brint eller hydrogen er et grundstof med atomnummer 1 i det periodiske system. Brint er luftformigt ved atmosfærisk tryk. Fri brint optræder som brintmolekyler, H2. Brint er brændbart (deraf navnet brint).
Det er blevet anslået, at brint udgør omkring 3/4 af den kendte del af universets masse. På Jorden findes brint primært bundet til andre grundstoffer som i vand og organisk materiale. Der findes en lille smule fri brint i Jordens atmosfære (ca. 1 ppm efter volumen). Fri brint fremstilles bl.a. ved elektrolyse af vand.
Brint er et af de få brændstoffer, der har højere brændværdi end olie og benzin, og det bruges derfor som raketbrændstof i bl.a. de amerikanske rumfærgers interne hovedmotorer. Brint indgår også som væsentlig bestanddel i de molekyler, som olie og benzin består af. Ved forbrænding af brint dannes vand.
Brint anses af mange for at kunne spille en vigtig rolle i den grønne omstilling i form af grøn brint, fremstillet ved power-to-X. Det skyldes, at brinten kan erstatte fossile brændsler i en række processer, som er svære at gøre kulstoffri på andre områder. Indtil videre er fremstillingen og anvendelsen af grøn brint dog dyrere end de traditionelle fossile anvendelser og derfor ikke økonomisk konkurrencedygtig.

## Etymologi
Hydrogen er en sammensætning af (græsk hydōr "vand" og gen "danne"). Ordet blev dannet af den franske kemiker Antoine Laurent Lavoisier i 1700-tallet, da han som den første person skilte vand i ilt (oxygen) og brint. Det er tidligere også blevet kaldt "vandstof" på dansk, som altså er en direkte oversættelse. Indtil ca. 1960 blev det ligeledes ofte betegnet "vannstoff" på norsk; på tysk bruges tilsvarende Wasserstoff, og på svensk väte.
I Danmark dannede H.C. Ørsted imidlertid i 1814 ordet brint af ordet brænde, dial. også brinne (sammenlign ilt). Dette navn er derefter blevet almindeligt på dansk som betegnelse for det frie stof, mens "hydrogen" normalt bruges i forbindelser.

## Anvendelse
Brint er i sin rene form et af de vigtigste industrielle kemikalier. Brint bliver brugt til at fremstille ammoniak til brug som gødning via den såkaldte Haber-Bosch-proces. Brint indgår desuden i fremstillingen af træsprit (metanol) og saltsyre. Desuden kan brint bruges som drivmiddel (brændstof). Brint udnyttes blandt andet som drivmiddel i rumfartøjer.

### Fremstilling af brint
Ren brint kan fremstilles på flere måder. Indtil videre fremstilles brint primært ved at afbrænde naturgas gennem en proces, der kaldes dampreformering. Produktet omtales som "grå brint" og medfører en betydelig udledning af drivhusgassen CO2. Brint kan også fremstilles ved at spalte vand via elektrolyse. Stammer elektriciteten, der anvendes ved elektrolysen, fra vedvarende energikilder, kaldes resultatet grøn brint og er kulstofneutralt.

### Brint i den grønne omstilling
Brint anses af en række forskere og organisationer for at kunne spille en vigtig rolle i den grønne omstilling. Det skyldes, at brint kan anvendes til at erstatte fossile brændsler i en række processer, som er svære at gøre kulstoffri på andre områder. Hvis brinten samtidig er grøn, altså fremstillet kulstoffrit ved elektrolyse (en proces, der ofte omtales som power-to-X), vil processen medføre en reduktion i udledningerne af drivhusgasser på disse områder. Det gælder blandt andet former for transport, som er vanskelige at elektrificere direkte, som skibe og fly, samt visse sværindustrielle processer. Samtidig kan brintproduktionen give bedre udnyttelse af energien i et energisystem som det danske, hvor den vedvarende energi i høj grad er baseret på sol- og vindenergi. I perioder, hvor disse producerer mere strøm, end der efterspørges, kan den overskydende strøm bruges til brintfremstillingen. Power-to-X-teknologien er dog fortsat meget omkostningsfuld, så den ikke økonomisk er konkurrencedygtig i forhold til anvendelsen af fossile brændsler.

## Brintatomet
Brintatomet er det simpleste af alle atomer og har derfor spillet en nøglerolle i atomfysikkens udvikling.
Brintatomet består af en proton og en elektron. Brintatomets kappe rummer altså kun én eneste elektron – større atomer indeholder flere elektroner, hvilket komplicerer den fysiske beskrivelse betydeligt. Brintatomets kerne kan udover protonen indeholde op til to neutroner, men deres eventuelle tilstedeværelse ændrer kun brintatomets egenskaber marginalt.
Brintatomet holdes sammen af den elektriske tiltrækning mellem den positivt ladede proton og den negativt ladede elektron. Størrelsen af den tiltrækkende kraft er givet ved Coulombs lov: {\displaystyle F={\frac {1}{4\pi \varepsilon _{0}}}{\frac {e^{2}}{r^{2}}}}, hvor {\displaystyle e} er elementarladningen, {\displaystyle r} er afstanden mellem elektron og proton, og {\displaystyle \varepsilon } er vakuumpermittiviteten. Da elektronen er næsten 2000 gange lettere end protonen, kan man med god tilnærmelse antage, at protonen ligger stille, eller rettere at elektronen følger protonen i den bevægelse, som brintatomet som helhed måtte udføre. Problemet er altså at bestemme, hvordan elektronen bevæger sig i forhold til kernen. Brintatomets stabilitet er imidlertid uforklarlig, hvis man holder sig inden for rammerne af den klassiske elektromagnetisme. I planetmodellen for brintatomet antages elektronen at udføre en jævn cirkelbevægelse om kernen, men da accelerationen i en sådan bevægelse er forskellig fra nul, ville elektronen udsende elektromagnetisk stråling og gradvis spiralere ind i kernen.

### Bohrs model for brintatomet
Niels Bohr løste problemet i 1913 ved at gøre nogle kvantiseringsantagelser. Ifølge hans model kan brintatomet kun befinde sig i såkaldte stationære tilstande svarende til et diskret sæt af energiniveauer. Man kan beregne energien i den {\displaystyle n}'te stationære tilstand vha. formlen {\displaystyle E_{n}=-{\frac {E_{0}}{n^{2}}}},
hvor {\displaystyle E_{0}} er lig 13,6 elektronvolt (eV), og {\displaystyle n} er et naturligt tal. Heraf følger bl.a. at brintatomets energi i grundtilstanden svarende til {\displaystyle n=1} er {\displaystyle -13,6} eV. Man skal altså tilføre brintatomet 13,6 eV for at ionisere det.
I hver af de stationære tilstande antager den gennemsnitlige afstand fra elektronen til kernen en bestemt værdi. Man kan beregne brintatomets radius i den '{\displaystyle n}'te tilstand vha. formlen {\displaystyle r_{n}=n^{2}a_{0}}, hvor {\displaystyle a_{0}} er lig 0,529 ångstrøm (Å). I grundtilstanden er den gennemsnitlige afstand fra elektronen til kernen altså 0,529 Å.
Ikke alene er energien kvantiseret, men elektronens impulsmoment er det også. Det viser sig, at der i den {\displaystyle n}'te stationære tilstand er {\displaystyle n} mulige værdier af impulsmomentet, nemlig {\displaystyle L={\frac {lh}{2\pi }}}, hvor {\displaystyle h} er Plancks konstant, og {\displaystyle l=0,\ldots ,n-1}. I større atomer svarer forskellige værdier af {\displaystyle l} til forskellige energiniveauer, men i brintatomet afgøres energien alene af hovedkvantetallet {\displaystyle n}. Impulsmomentet har imidlertid betydning for, hvor man kan forvente at antræffe elektronen, hvis man foretager en måling af dens position. {\displaystyle l=0} svarer til sfærisk symmetri. I denne tilstand er der endda en vis sandsynlighed for at elektronen befinder sig inde i kernen.

### Brintatomets linjespektrum
Bohrs atommodel forudsiger korrekt bølgelængderne af det lys, som findes i brintatomets linjespektrum. Brintatomet kan overgå fra en stationær tilstand ({\displaystyle n}) til en anden ({\displaystyle m}) ved absorption af stråling eller spontan emission af elektromagnetisk stråling, hvis fotonenergi er lig forskellen mellem atomets energi i hver af de to stationære tilstande: {\displaystyle \varepsilon =E_{n}-E_{m}}. Ifølge Plancks kvantehypotese er fotonenergien lig {\displaystyle h\nu } hvor {\displaystyle \nu } er strålingens frekvens. Det følger heraf at strålingens bølgelængde er givet ved
{\displaystyle {\frac {1}{\lambda }}={\frac {\nu }{c}}={\frac {E_{n}-E_{m}}{hc}}={\frac {-{\frac {E_{0}}{n^{2}}}-\left(-{\frac {E_{0}}{m^{2}}}\right)}{hc}}={\frac {E_{0}\left({\frac {1}{m^{2}}}-{\frac {1}{n^{2}}}\right)}{hc}}=R\left({\frac {1}{m^{2}}}-{\frac {1}{n^{2}}}\right)}
med {\displaystyle m<n} hvor {\displaystyle c} er lysets hastighed i vakuum, og {\displaystyle R={\frac {E_{0}}{hc}}} er Rydbergs konstant. Til hver værdi af {\displaystyle m} svarer en serie af spektrallinjer opkaldt efter fysikere som har ydet bidrag til spektralanalysen:
| {\displaystyle m} | Serie    | Karakteristik       |
| 1                 | Lymans   | alle ultraviolette  |
| 2                 | Balmer   | overvejende synlige |
| 3                 | Paschen  | alle infrarøde      |
| 4                 | Brackett | alle infrarøde      |
| 5                 | Pfund    | alle infrarøde      |

## Brint-ioner
Den vigtigste ion af hydrogen er den positive hydrogenion {\displaystyle {\ce {H+}}}, der typisk er en proton, men som i syre-basereaktioner kaldes for en hydron. Dertil kommer ionen af hydrogen-molekylet dihydrogen-kationen {\displaystyle {\ce {H2+}}}, der dog mest er af teoretisk interesse.

## Isotoper
Brint H har tre kendte isotoper:
1. Det stabile protium ("almindelig hydrogen") (1H) med én nukleon; en proton.
2. Det stabile deuterium D (2H) med to nukleoner; en proton og en neutron. Kaldes også tung brint.
3. Det radioaktive tritium T (3H) med tre nukleoner; én proton og to neutroner. Kaldes supertung brint.